# VdB 16
vdB 16 est une petite nébuleuse diffuse, visible dans la constellation du Bélier.
On peut la localiser en partant de l'étoile 41 Arietis, une étoile bleu-blanc de la séquence principale de magnitude 3,6, et en se déplaçant d'environ 3,5° dans une direction ENE jusqu'à atteindre une géante rouge de magnitude 4,5 cataloguée comme HD 20644. En continuant dans la même direction pendant environ un degré, on peut trouver la nébuleuse. vdB 16 est clairement visible avec un télescope à fort grossissement et éventuellement avec des filtres appropriés. Elle apparaît de couleur bleue et montre à l'intérieur une étoile de neuvième magnitude de classe spectrale F qui l'illumine, HIP 16170.
La région nébuleuse éclairée par l'étoile fait partie d'un grand complexe nébuleux connu sous le nom de nuage moléculaire de Persée, dont elle constitue l'extrémité la plus éloignée et à la latitude galactique la plus élevée. À environ un degré au nord, une grande nébuleuse obscure est clairement visible, cataloguée comme B 203 (ou LDN 1455), à laquelle un autre nuage est connecté (B 202 ou LDN 1451), qui montre une petite tache illuminée au nord, cataloguée comme vdB 13. Les phénomènes de formation d'étoiles sont actifs dans toute la région, comme le démontre la présence de jeunes objets stellaires. La distance du système est estimée à 980 années-lumière du système solaire.